# Zirkus Zeitgeist
Zirkus Zeitgeist ist das zehnte Studioalbum der deutschen Mittelalter-Rock-Band Saltatio Mortis und das achte, auf welchem sie Mittelalter-Rock spielen. Es wurde am 14. August 2015 veröffentlicht und stieg auf Platz 1 der Deutschen Album Charts ein. Am 27. November 2015 erschien unter dem Namen Zirkus Zeitgeist – Ohne Strom und Stecker eine Akustikversion des Albums, zudem erschien am 1. April 2016 das Livealbum Zirkus Zeitgeist – Live aus der Großen Freiheit.

## Titelliste

### Zirkus Zeitgeist
1. Wo sind die Clowns? – 3:25
2. Willkommen In Der Weihnachtszeit – 2:44
3. Nachts Weinen Die Soldaten – 4:38
4. Des Bänkers Neue Kleider – 4:01
5. Maria – 3:18
6. Wir Sind Papst – 3:15
7. Augen Zu – 4:51
8. Geradeaus – 4:20
9. Erinnerung – 4:20
10. Trinklied – 3:33
11. Rattenfänger – 3:24
12. Todesengel – 3:54
13. Vermessung Des Glücks – 4:10
14. Abschiedsmelodie – 3:47
15. Gossenpoet (Bonus) – 3:35
16. Mauern aus Angst (Bonus) – 3:39
17. Gaudete (Bonus) – 3:22

### Zirkus Zeitgeist – Ohne Strom und Stecker
1. Wo sind die Clowns? (Akustik Version) – 2:52
2. Willkommen In Der Weihnachtszeit (Akustik Version) – 2:46
3. Nachts Weinen Die Soldaten (Akustik Version) – 4:35
4. Des Bänkers Neue Kleider (Akustik Version) – 3:41
5. Maria (Akustik Version) – 3:36
6. Wir Sind Papst (Akustik Version) – 3:14
7. Geradeaus (Akustik Version) – 3:20
8. Erinnerung (Akustik Version) – 3:27
9. Trinklied (Akustik Version) – 2:38
10. Rattenfänger (Akustik Version) – 3:05
11. Todesengel (Akustik Version) – 3:59
12. Vermessung Des Glücks (Akustik Version) – 3:12
13. Gossenpoet (Akustik Version) – 3:24

Bonus-CD „Fest der Liebe“
1. Willkommen in der Weihnachtszeit – 2:44
2. Morgen Kinder wird's nichts geben – 3:29
3. Alle Jahre Wieder – 3:04
4. Als Die Waffen Schwiegen – 3:06
5. Maria – 3:18
6. Last Christmas – 2:56
7. Gaudete (Bonus) – 3:21

### Zirkus Zeitgeist – Live aus der Großen Freiheit
In Klammern steht das Studioalbum, falls nicht Zirkus Zeitgeist
1. Wo sind die Clowns? – 4:14
2. Willkommen In Der Weihnachtszeit – 3:32
3. Wachstum über alles – 3:41 (Das Schwarze Einmaleins)
4. Des Bänkers Neue Kleider – 4:18
5. Nachts Weinen Die Soldaten – 5:44
6. Habgier und Tod – 3:42 (Sturm aufs Paradies)
7. Idol – 4:33 (Das Schwarze Einmaleins)
8. Augen Zu – 6:21
9. Maria – 3:37
10. Wir sind Papst – 5:30
11. Geradeaus – 4:15
12. Koma – 4:38 (Aus der Asche)
13. Erinnerung – 6:08
14. Satans Fall – 4:24 (Das Schwarze Einmaleins)
15. Todesengel – 5:36
16. Eulenspiegel – 7:20 (Sturm aufs Paradies)
17. Prometheus – 4:48 (Aus der Asche)
18. Früher war alles besser – 6:38 (Das Schwarze Einmaleins)
19. Tritt ein – 4:15 (Des Königs Henker)
20. Trinklied – 5:38
21. Worte – 5:53 (Aus der Asche)
22. Rattenfänger – 5:02
23. Spielmannsschwur – 7:04 (Aus der Asche)

### 15 Jahre 15 Bands
Bonus-CD mit Coverversionen von 15 verschiedenen Bands zur Deluxe Edition von Zirkus Zeitgeist.
1. IX – 5:04 (Subway to Sally)
2. Spiel mit dem Feuer – 2:54 (Betontod)
3. Lebensweg – 4:32 (Unheilig)
4. Falsche Freunde – 4:20 (Schandmaul)
5. Prometheus – 3:54 (Mr. Hurley & die Pulveraffen)
6. Nichts bleibt mehr – 3:21 (Doro)
7. My Bonnie Mary – 2:49 (Fiddler’s Green)
8. Satans Fall – 4:37 (Lord of the Lost)
9. Galgenballade – 4:09 (Feuerschwanz)
10. Sandmann – 4:26 (Versengold)
11. Uns gehört die Welt – 3:46 (BerlinskiBeat feat. Corvus Corax)
12. Sündenfall – 4:13 (Unzucht)
13. Krieg kennt keine Sieger – 4:27 (Vanden Plas)
14. Habgier und Tod – 4:01 (Ost+Front)
15. Manus Manum Lavat – 4:34 (Faey)

## Rezeption

### Rezensionen
Die gesellschaftskritischen Texte auf Zirkus Zeitgeist wurden zwar sehr gut aufgenommen, jedoch wurde kritisiert, dass der Mittelalter-Aspekt in der Musik eher in den Hintergrund gerückt sei.

„Songs wie ‚Augen Zu‘, ‚Des Bänkers Neue Kleider‘ und ‚Willkommen In Der Weihnachtszeit‘ präsentieren die Band gradliniger und transparenter denn je. Hinter mit akzentuierten Mittelalter-Spielereien aufgepepptem Mitsing-Punkrock breiten sich Texte aus, die die Dinge unmissverständlich beim Namen nennen. Es geht um eine Gesellschaft, die zunehmend wegguckt, wenn sich vor der eigenen Haustür Leid und Schmerz ausbreitet. Egal ob Politiker, Kirchen-Obrige oder Banker: Sie alle bekommen auf ‚Zirkus Zeitgeist‘ ihr Fett weg. Und das musikalisch befeuert mit einer eingängigen Melange aus alt und neu.“

„Qualitativ steht ‚Zirkus Zeitgeist‘ – soviel sei schon mal vorweggenommen – seinem Vorgänger in nichts nach. Die Songs sind allesamt sehr eingängig und tanzbar, versäumen es aber nicht, durch markige Ecken und Kanten, wahlweise auch durch den kauzigen Mittelalter-Charme einen bleibenden Eindruck zu hinterlassen.“

### Chartplatzierungen
| ChartsChartplatzierungen | Höchstplatzierung | Wochen |
| ------------------------ | ----------------- | ------ |
| Deutschland (GfK)        | 1 (23 Wo.)        | 23     |
| Österreich (Ö3)          | 9 (2 Wo.)         | 2      |
| Schweiz (IFPI)           | 13 (3 Wo.)        | 3      |

| ChartsJahrescharts (2015) | Platzierung |
| ------------------------- | ----------- |
| Deutschland (GfK)         | 63          |

### Auszeichnungen für Musikverkäufe
| Land/Region        | Auszeichnungen für Musikverkäufe (Land/Region, Auszeichnung, Verkäufe) | Verkäufe |
| ------------------ | ---------------------------------------------------------------------- | -------- |
| Deutschland (BVMI) | Gold                                                                   | 100.000  |
| Insgesamt          | 1× Gold ·                                                              | 100.000  |

## Trivia
- Das Lied Maria ist eine abgewandelte Version des Liedes Maria durch ein Dornwald ging.
- Das Album wurde im Jahr 2016 für den Echo in der Kategorie Rock National nominiert.
- Last Christmas ist ein Cover des gleichnamigen Liedes von Wham!.
- Das Lied Alle Jahre Wieder ist eine Version des bekannten Weihnachtsliedes Alle Jahre wieder.
- Morgen Kinder wird’s nichts geben ist eine Vertonung des Gedichtes Weihnachtslied, chemisch gereinigt von Erich Kästner, das sich wiederum am Weihnachtslied Morgen, Kinder, wird’s was geben orientiert.
- Todesengel ist ein Lied über zwei Mädchen (Miriam und Eva Mozes Kor) im Alter von 10 Jahren, die Opfer der Mengeleexperimente im KZ Auschwitz waren.